# Kis pej lovam az út mellett
A Kis pej lovam az út mellett kezdetű magyar népdalt Veréb Mihály gyűjtötte Csallóközcsütörtökön 1905-ben.
Kánonban is énekelhető 2 vagy három szólamban.

## Kotta és dallam
| Kis pej lovam az út mellett föllegeli mind a füvet, legelj, sárga, nem vagy árva, majd elmegyünk a vásárba. | De szeretnék páva lenni, főispánnak lánya lenni, a kis kertbe sétálgatni, tearózsát szakítgatni. | Egy szem kökény, két szem kökény, tátott szájú mesterlegény, azért nem nőtt ki a bajszod, mert megetted a vakarcsot. |

## Felvételek
- V. Pécsi Egyetemi Gyógyszerész Bál. Rozsdás Pisztillus Kamarakórus  YouTube (2012. március 3.)  (Hozzáférés: 2016. május 27.) (videó) 0:45–1:50. átírt szöveggel